# Глинцэ, Роберт
Роберт Андрей Глинцэ (рум. Robert Andrei Glință; род. 18 апреля 1997, Питешти) — румынский пловец. Чемпион Европы 2021 года в плавании на спине, многократный призёр чемпионатов Европы, бронзовый призер чемпионата чемпионата мира на короткой воде. 

## Карьера
4 августа 2018 года стал серебряным призёром на чемпионате Европы на дистанции 50 метров на спине.
В декабре 2019 года, на чемпионате Европы, в Глазго, Роберт, на дистанции 100 метров на спине, занял третье место, уступив времени победителя Климента Колесникова 1,21 секунды.
В мае 2021 года на чемпионате Европы, который состоялся в Венгрии в Будапеште, румынский спортсмен на дистанции 50 метров на спине завоевал серебряную медаль, показав время 24,42 секунды. На дистанции 100 метров на спине Роберт впервые в карьере праздновал победу, став чемпионом Европы. 